# Henryk Zieliński (historyk)
Henryk Franciszek Zieliński (ur. 22 września 1920 w Szembruczku, zm. 6 marca 1981 we Wrocławiu) – polski historyk, profesor zwyczajny Uniwersytetu Wrocławskiego. Żołnierz kampanii wrześniowej w 1939, ranny w bitwie nad Bzurą, jeniec oflagów i stalagów. W 1944 student tajnego Uniwersytetu Jagiellońskiego i absolwent tej uczelni. W latach 1970–1972 profesor Uniwersytetu Śląskiego w Katowicach.

## Życie

### Młodość

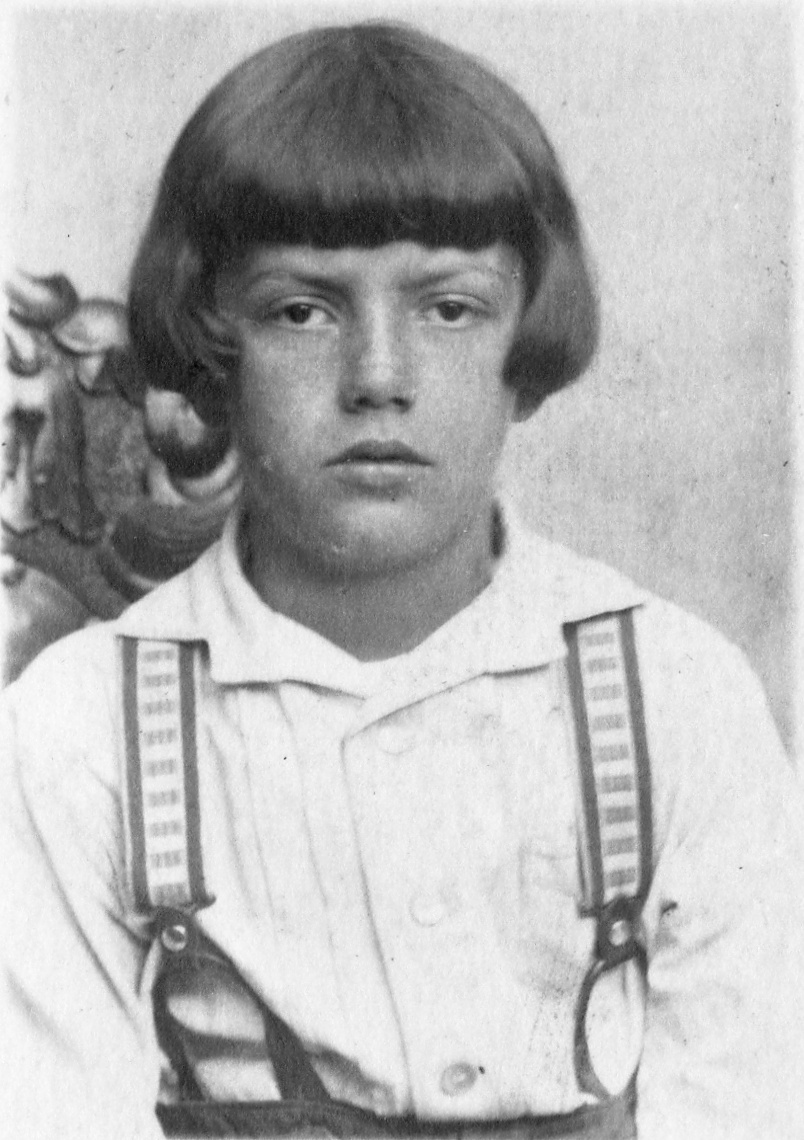
Henryk Zieliński jako dziecko

Henryk Zieliński był synem Juliusza Zielińskiego, nauczyciela w szkole polskiej w Zakrzewie (pow. złotowski), siostrzeńcem prezesa Związku Polaków w Niemczech, księdza Bolesława Domańskiego. Jako gimnazjalista przeszedł (od września 1935 do czerwca 1937) letni kurs II stopnia „szkoły starszych przysposobienia wojskowego” organizowany przez 64 Grudziądzki pułk piechoty. Maturę zdał w Grudziądzu (w Państwowym Gimnazjum Klasycznym im. Króla Jana III Sobieskiego) i tam też podjął służbę w podchorążówce 65 Starogardzkiego pułku piechoty (wchodzącego w skład tej samej 16 Pomorskiej Dywizji Piechoty, co pułk grudziądzki), w którym w lipcu 1939 otrzymał stopień tytularnego kaprala z cenzusem i tytuł podchorążego rezerwy.

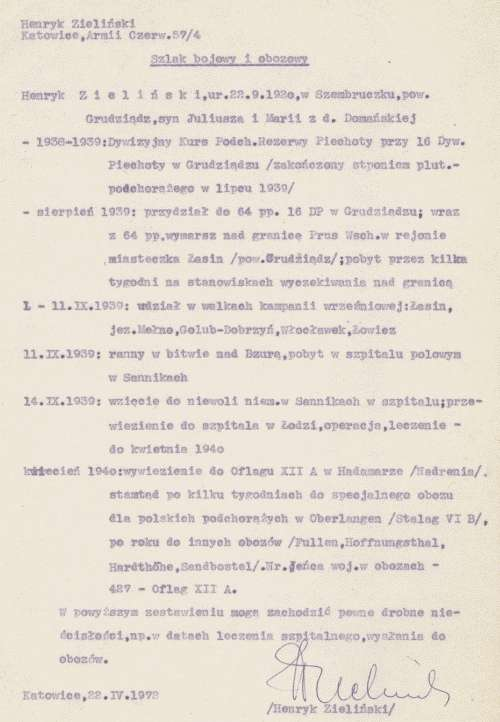
1938–1944

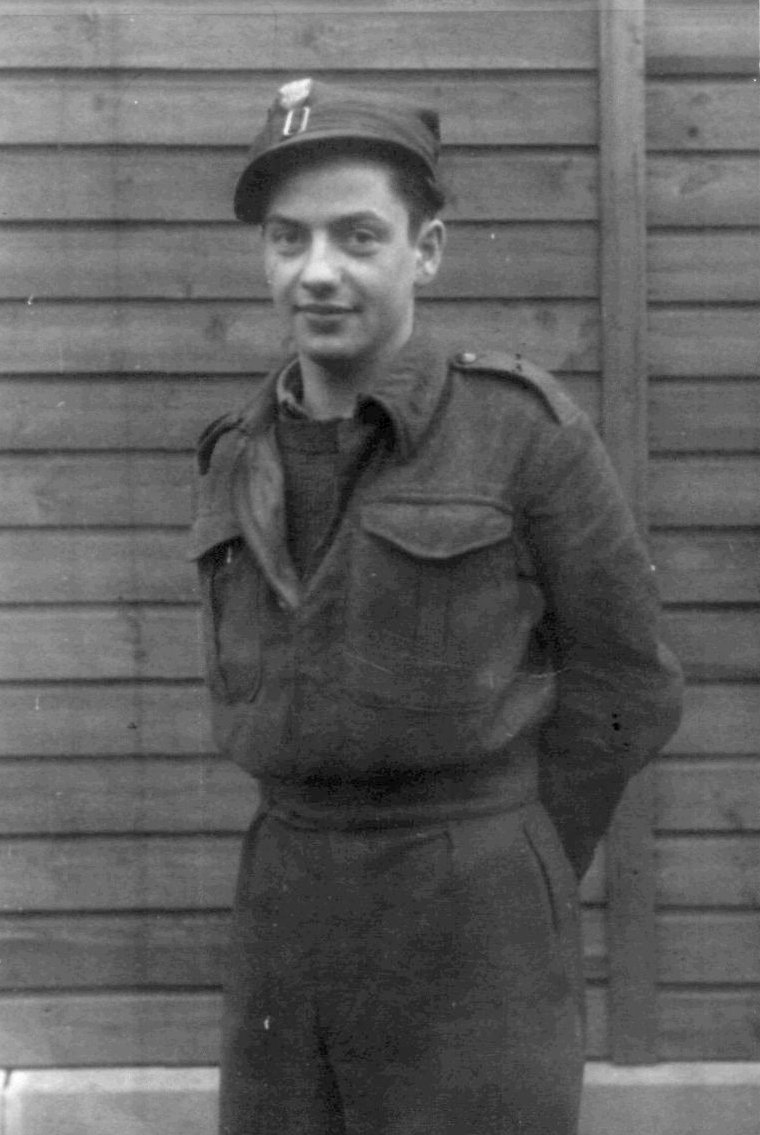
jeniec Henryk Zieliński, 1944

W sierpniu 1939 otrzymał przydział do 64 Pomorskiego Pułku Strzelców Murmańskich; oddział ten skierowany został na nadgraniczne stanowisko wyczekiwania w okolicach Łasina. Po wybuchu II wojny światowej, podczas kampanii wrześniowej walczył w stopniu plutonowego podchorążego. W bitwie nad Bzurą został ranny w rękę. Szpital polowy w Sannikach, w którym go opatrzono, wkrótce przejęli Niemcy i w ten sposób trafił do niewoli. Niemieccy lekarze wyleczyli jego rany w szpitalu w Łodzi, skąd skierowano go do oflagu, a później do innych obozów jenieckich. Usiłował z nich uciec dwukrotnie. Wiosną roku 1944 udało mu się oszukać obozowego lekarza i 15 kwietnia 1944 został z obozu zwolniony.

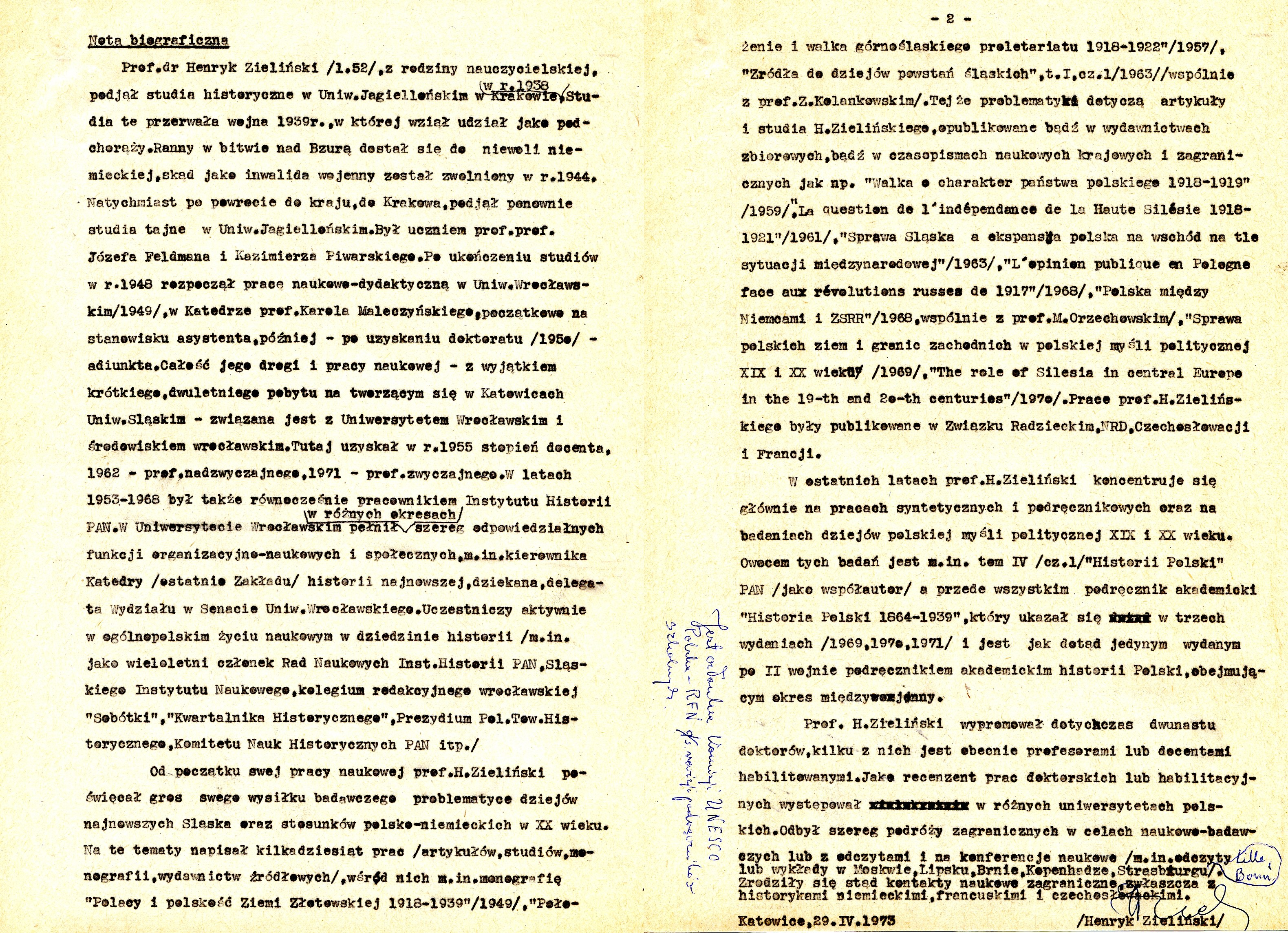
własnoręcznie napisana przez Henryka Zielińskiego nota biograficzna z 1973 r.

### Studia i praca
Z obozu przyjechał do siostry do Krakowa i podjął studia na tajnym Uniwersytecie Jagiellońskim. Kontynuował je po wojnie pod kierunkiem prof. Józefa Feldmana i prof. Kazimierza Piwarskiego. Przez pewien czas mieszkał w domu akademickim, działał w Bratniej Pomocy (przez pewien czas był wiceprezesem i prezesem tej organizacji); potem przez rok mieszkał u Jerzego Turowicza przy ulicy Krupniczej, utrzymując się z pracy w gazecie jako korektor, a także w Państwowym Liceum Administracji Handlowej jako nauczyciel.
W lutym 1948 otrzymał dyplom magistra historii. Działając w Bratniej Pomocy poznał swą przyszłą żonę Annę, studiującą na UJ farmację. Prof. Karol Maleczyński zaproponował Henrykowi Zielińskiemu etat starszego asystenta na Uniwersytecie Wrocławskim, gdzie podjął pracę 15 lutego 1949. Od tego dnia aż do śmierci, z paroletnią przerwą na początku lat 70., Henryk Zieliński związany był z tą uczelnią. Niemal przez wszystkie te lata również mieszkał (wraz z rodziną) we Wrocławiu. Na UWr. podjął też studia na drugim fakultecie (prawo), jednak po dwóch latach (w 1951) z nich zrezygnował.
W 1950 obronił doktorat z historii. Tytuł naukowy profesora nadzwyczajnego otrzymał w 1962. W latach 1965–1966 był dziekanem Wydziału Filozoficzno-Historycznego UWr. Tytuł profesora zwyczajnego otrzymał w 1971 – w okresie, kiedy od 1970 do 1972 roku mieszkał w Katowicach i pracował na Uniwersytecie Śląskim; piastował tam funkcję dziekana Wydziału Humanistycznego i dyrektora Instytutu Historii. Po powrocie do Wrocławia objął na Uniwersytecie Wrocławskim kierownictwo Zakładu Historii Polski i Powszechnej XX wieku; funkcję tę pełnił do śmierci.

### Zainteresowania naukowe
Zainteresowania Henryka Zielińskiego początkowo kierowały się ku problematyce związanej z dziejami Polaków zamieszkujących od pokoleń na obszarach podlegających germanizacji, a które w wyniku traktatu wersalskiego nadal przypadać miały Niemcom. Niemały udział w tym ukierunkowaniu się jego zainteresowań miały losy jego własne i jego rodziny na ziemi złotowskiej.
Późniejsze jego prace coraz częściej zmierzały ku ogólniejszemu spojrzeniu na historię Polski w 2. połowie XIX i 1. połowie XX wieku.
Pod koniec życia prof. Zieliński zainteresował się polską myślą polityczną XIX i XX wieku. Był inicjatorem podjęcia gruntownych badań w tym zakresie, zmierzających do wydania serii prac „Polska myśl polityczna XIX i XX w.”, z których pierwsza ukazała się w 1975 .

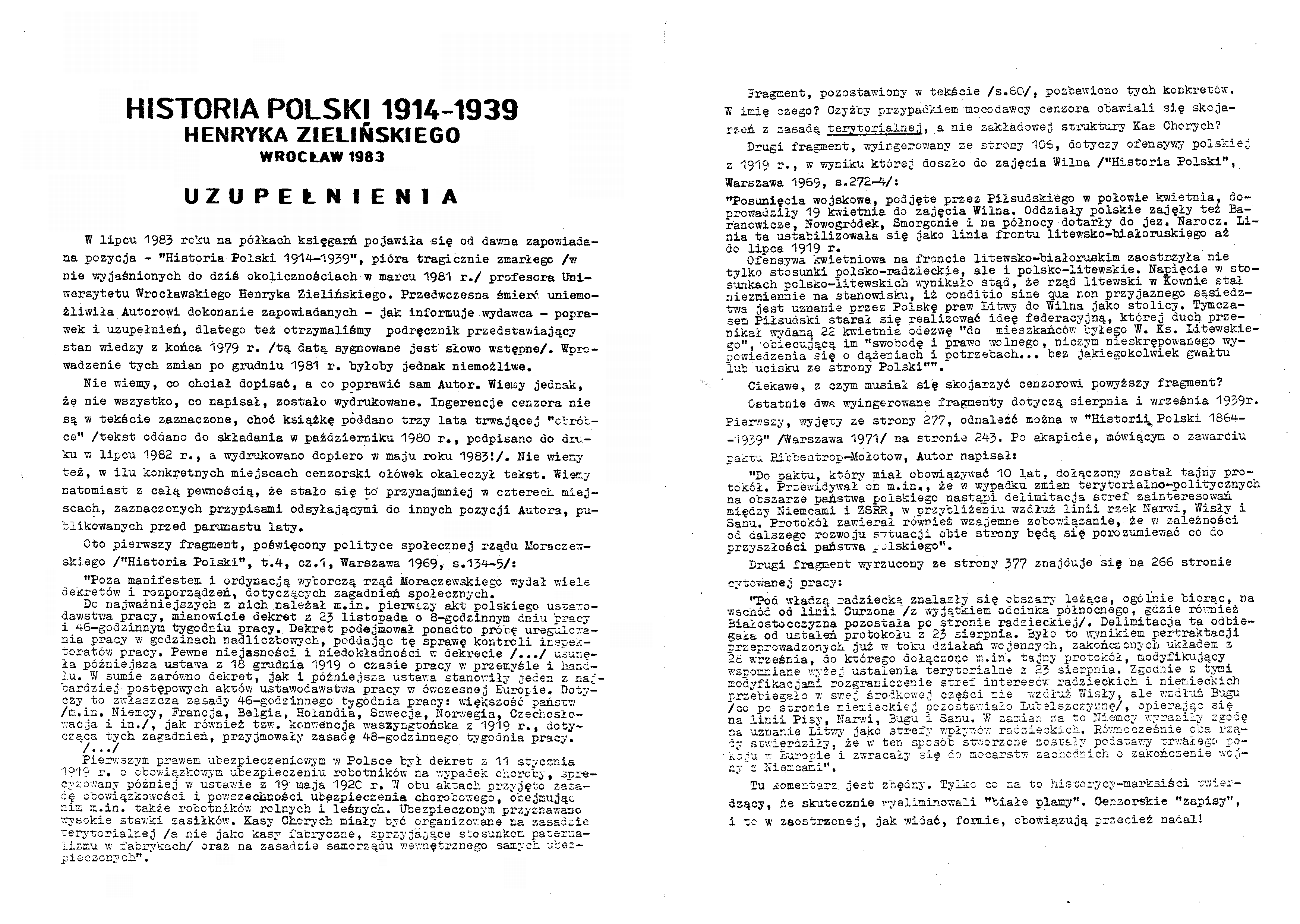
wydane w „drugim obiegu” uzupełnienie do „Historii Polski” (wyd.1983), z niektórymi wyciętymi przez cenzurę fragmentami książki

Równocześnie pracował nad podręcznikiem Historia Polski 1914–1939. Nie dożył wydania książkowego; nagła śmierć w marcu 1981 przerwała autokorektę tej książki. Opóźnienie, które w ten sposób powstało, spowodowało, że podręcznika nie udało się wydać przed wprowadzeniem w Polsce stanu wojennego, a obowiązująca cenzura nie dopuściła – mimo starań rodziny i współpracowników profesora – do umieszczenia w książce całego szeregu niewygodnych dla ówczesnej władzy informacji, które prof. Zieliński zamieścił w wersji do korekty. Nie było też wiadomo, jakie dalsze uzupełnienia zamierzał autor wprowadzić w książce na fali krótkotrwałej – i również ograniczonej – jawności okresu pierwszej „Solidarności”. Książka wydana została dopiero w roku 1983 okrojona przez cenzurę. Wycięto z niej fragment o tajnym protokole paktu Ribbentrop-Mołotow, z tekstu o wkroczeniu do Polski Sowietów 17 września 1939 pozostawiono tylko enigmatyczny akapit o „przesunięciu granic” oraz usunięto fotografię wspólnej defilady sowiecko-niemieckiej w Brześciu. Książka ukazała się w lipcu 1983 w nakładzie 100 tys. egzemplarzy; wkrótce wydawca dodrukował kolejne 100 tysięcy egzemplarzy, ponieważ cały nakład został wyczerpany. Cztery spośród ingerencji cenzury udało się współpracownikom profesora zidentyfikować i odtworzyć związane z nimi wcześniejsze zamiary autora. Te cztery uzupełniające fragmenty zostały zamieszczone na wydrukowanej dodatkowo ulotce (na ilustracji obok), którą sieć kolporterów wydawnictw podziemnych rozprowadziła wśród czytelników książki.
W kontekście problematyki daty 17 września 1939 i okrojonej przez Główny Urząd Kontroli Publikacji i Widowisk wersji wspomnianej książki, w wydanym wiele lat po śmierci prof. Zielińskiego, w r. 2004, podręczniku szkolnym Matusika i Kochanowskiego dla liceów, użyto dwóch fragmentów książek autorstwa H. Zielińskiego do zilustrowania problemów, z jakimi borykać się musieli historycy w PRL, żeby przemycić do wiadomości publicznej informacje, które były niewygodne obowiązującej wówczas doktrynie politycznej. Jeden z fragmentów pochodził ze wspomnianej publikacji z 1983, a drugi, obszerniejszy (mniej ocenzurowany), z wydanej w 1971 „Historii Polski 1864–1939”. Ten ze starszej publikacji, wydanej w okresie gierkowskiej „odwilży”, zawierał skreślone przez cenzurę Jaruzelskiego akapity opisujące pakt Ribbentrop-Mołotow wraz z jego tajnymi protokołami i postanowieniami w nich zawartymi.

### Działalność społeczno-polityczna

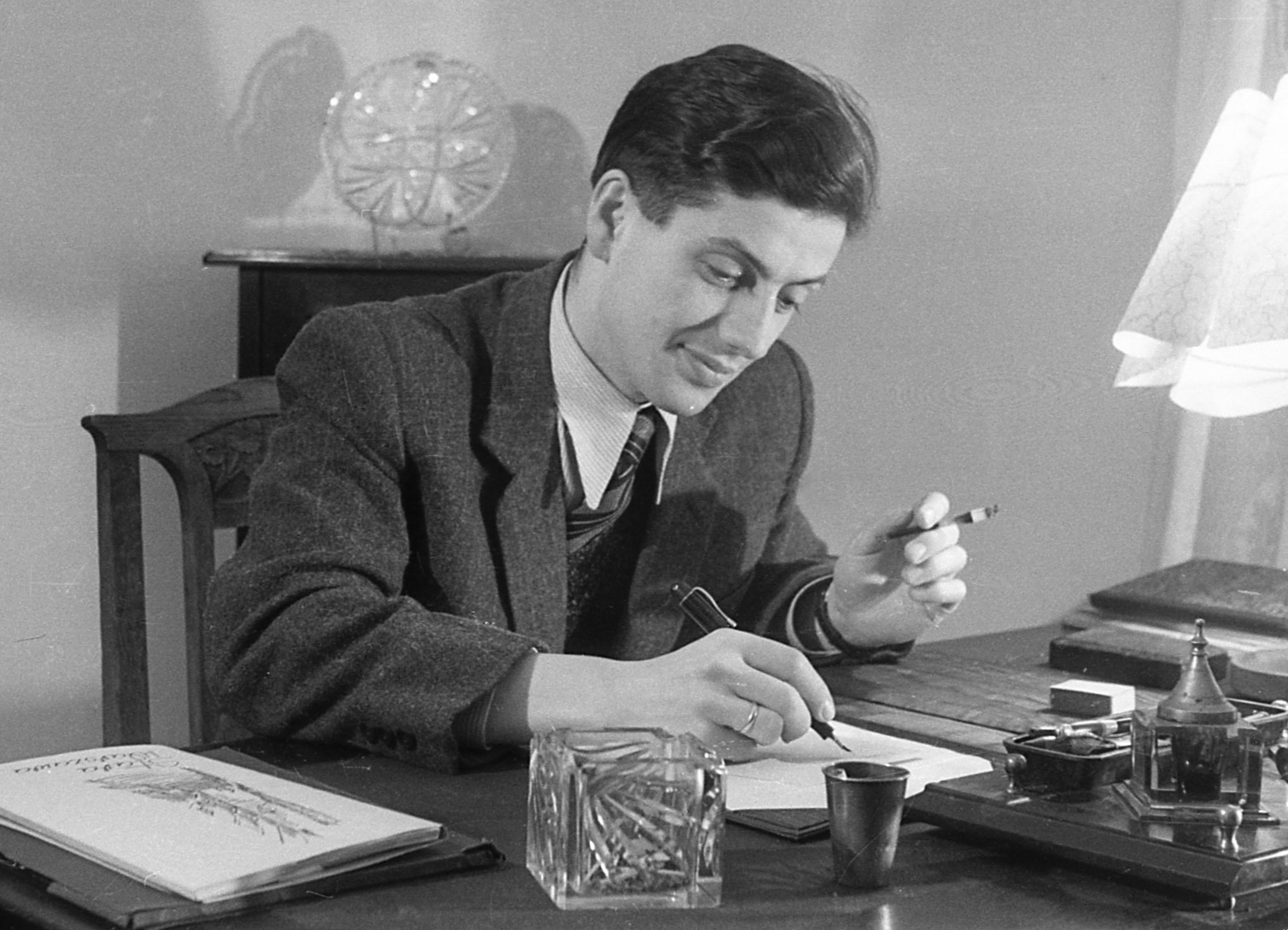
Henryk Zieliński w 1950

Jako student Henryk Zieliński w manifestacji trzeciomajowej w Krakowie w r. 1946 głośno wykrzykiwał patriotyczne hasła, zaszczepione mu jeszcze w rodzinnej ziemi złotowskiej przed wojną, za co trafił na krótko do aresztu.
W roku 1949 Henryk Zieliński zapisał się do PZPR. Po latach, na publicznym spotkaniu w uniwersyteckiej Auli Leopoldina, kilka dni przed jego śmiercią, zarówno ten krok, jak i swoją działalność w pierwszej połowie lat pięćdziesiątych określił słowami: „dałem się zmanipulować...”.

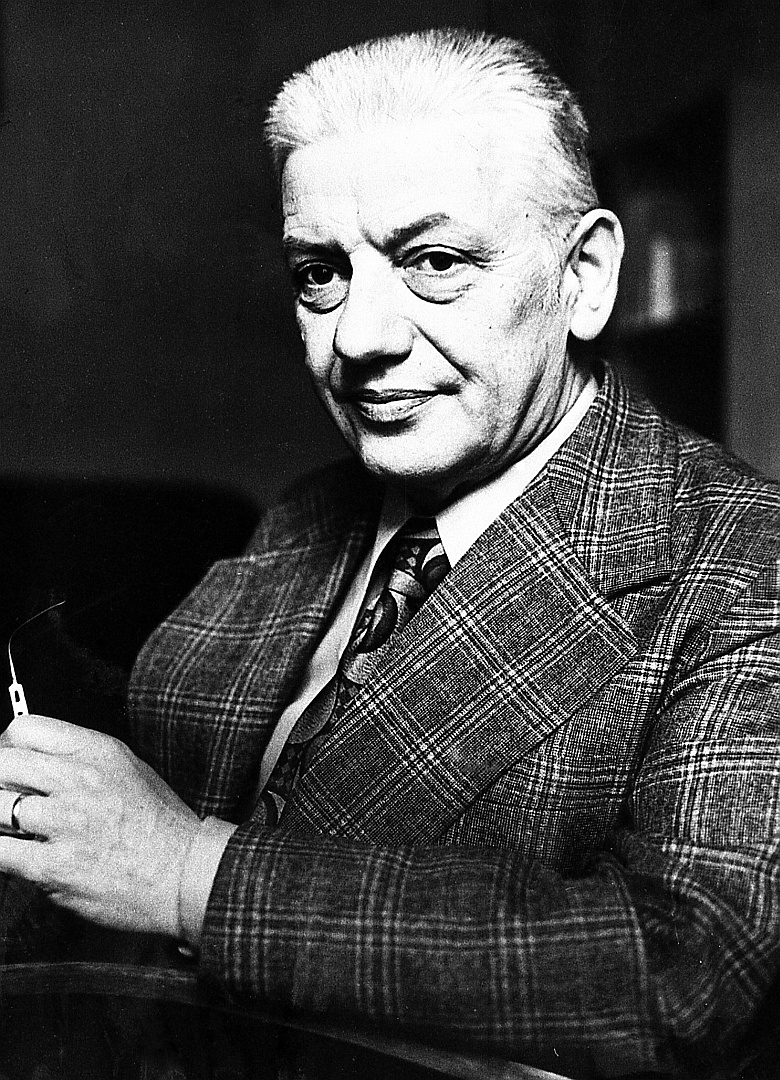
Henryk Zieliński, koniec lat 70.

Później prof. H. Zieliński wciąż wierzył, że możliwe są korekty panującego systemu, że da się pogodzić prawość i uczciwość ludzi z ideologią realnego socjalizmu. Wiara ta ulegała ciągłej destrukcji, najpierw po „odwilży” roku 1956, później po wydarzeniach marcowych w 1968, po inwazji na Czechosłowację w sierpniu tego samego roku, po wydarzeniach grudniowych w 1970, wreszcie po strajkach sierpniowych 1980.
Jego postawa w 1968 roku – zdecydowany sprzeciw wobec sterowanej przez władze PRL nagonki antysemickiej, wyrażony także na forum Senatu Uniwersytetu Wrocławskiego i udział w spotkaniach z protestującymi studentami – została oczywiście dostrzeżona przez SB i poskutkowała wkrótce przylepieniem mu, w zamierzeniu dyskredytującej, etykiety prosyjonisty, syjonisty albo „Żyda”. Wkrótce został zmuszony do opuszczenia Uniwersytetu Wrocławskiego i wyjazdu do Katowic, gdzie właśnie tworzył się Uniwersytet Śląski. Wrócił stamtąd jednak do Wrocławia po trzech latach, kiedy profesor Kazimierz Popiołek, który go poprosił o pomoc przy tworzeniu UŚ, został zastąpiony na stanowisku rektora przez Henryka Rechowicza, wysłannika Edwarda Gierka, a równocześnie doszło do konfliktów na tle niedostatecznie proletariackich programów badawczych prof. H. Zielińskiego, i gdy otwarcie sprzeciwiał się on próbom przyjmowania na studia (bez egzaminów wstępnych) dzieci lokalnych partyjnych bonzów.

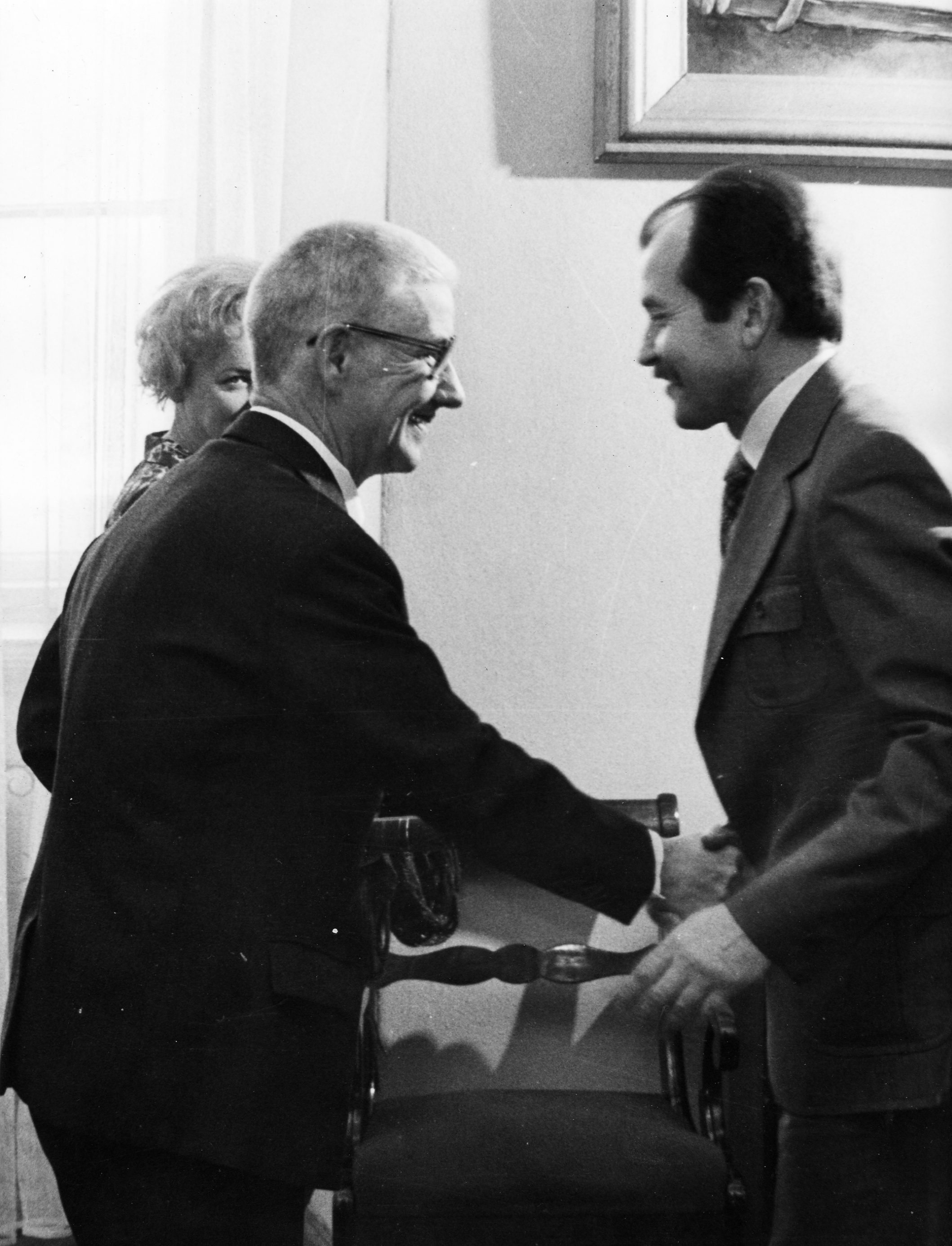
prof. Zieliński (z lewej), 1981

Po powstaniu Solidarności, we wrześniu 1980, czynnie włączył się w uniwersytecki ruch związkowy. Równocześnie próbował aktywizować w środowisku wrocławskich uczelni tzw. „struktury poziome” PZPR, które wydawały się wówczas dającą się zaakceptować alternatywą dla zhierarchizowanych i sztywnych oficjalnych pionowych struktur tej partii. Próby te, jak się później okazało, skazane były na niepowodzenie. W tym samym okresie był członkiem prezydium Społecznego Komitetu Odbudowy Panoramy Racławickiej i w jego strukturach działał, aby dokończyć budowę rotundy i wystawić w niej „Panoramę”; zabiegi te powiodły się cztery lata po śmierci prof. Zielińskiego.

## Śmierć

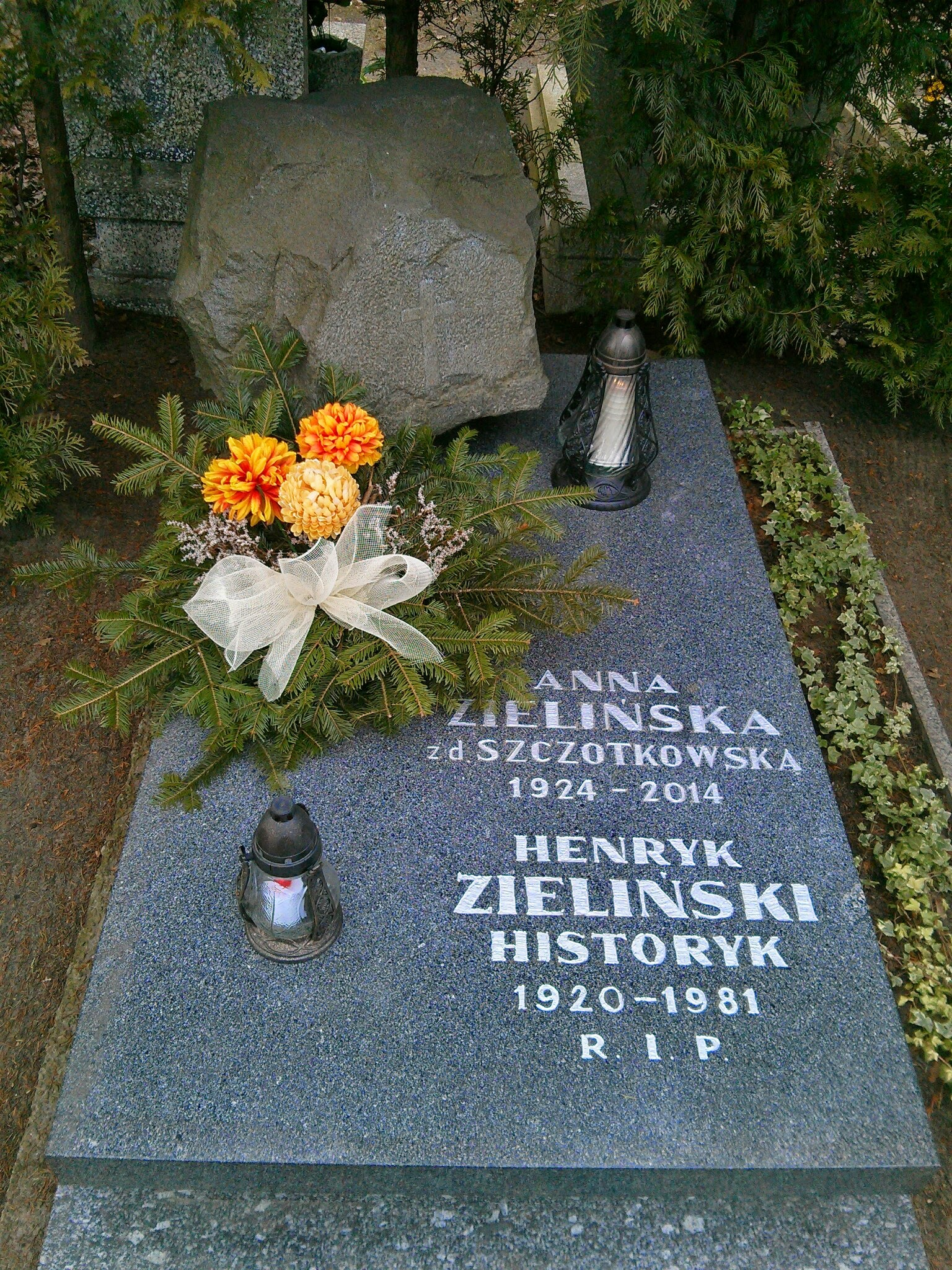
grób Henryka Zielińskiego na cmentarzu na wrocławskim Grabiszynku
(pole 2A, rząd 21, grób 514)

Późnym wieczorem, w nocy z 5 na 6 marca 1981 prof. Henryk Zieliński wyszedł na swój ostatni spacer z psem. Wkrótce ktoś powiadomił Milicję Obywatelską, że na chodniku leży człowiek, a obok siedzi pies. Podjęte pierwotnie czynności śledcze w ciągu kilkunastu godzin zostały nagle zahamowane. Tylko wrocławska popołudniówka napisała o „zbrodni” tak, jak mówili o tym zdarzeniu obecni na miejscu zdarzenia śledczy i prokuratorzy. Wszystkie późniejsze doniesienia przekazywały już wersję oficjalną o śmierci naturalnej. Śledztwo w końcu umorzono odrzucając wszystkie te spośród przesłanek, które nie pasowały do wersji oficjalnej, i nie podejmując tych tropów, które mogłyby doprowadzić do sprawców.

## Spuścizna
Henryk Zieliński brał udział w pracach działającej w latach 70. dwustronnej Polsko-Niemieckiej Komisji Podręcznikowej (działającej pod auspicjami UNESCO), której zadaniem było usunięcie z programów nauczania szkół polskich i niemieckich bardzo licznych niegdyś przekłamań i stereotypów.
Był również jednym z twórców planu badawczego – i zrębów realizującego ten plan zespołu historyków – dotyczącego dziejów dziewiętnasto- i dwudziestowiecznej polskiej myśli politycznej.
Oprócz licznych artykułów i recenzji w periodykach naukowych i innych czasopismach, książek i pozostałych pozycji bibliograficznych Henryk Zieliński pozostawił grupę uczniów, których część kontynuuje pracę naukową w uniwersyteckich bibliotekach i pracowniach, niektórzy nadto pełnią lub pełnili funkcje publiczne.
Uczniami i doktorantami prof. Henryka Zielińskiego byli m.in.:
- prof. Marian Orzechowski, historyk, późniejszy rektor UWr. (1971–1975), członek Biura Politycznego KC PZPR i minister spraw zagranicznych, poseł na Sejm kontraktowy,
- prof. Wojciech Wrzesiński, historyk, późniejszy rektor UWr. (1990–1995),
- dr Adolf Juzwenko, historyk, dyrektor Zakładu Narodowego im. Ossolińskich we Wrocławiu,
- prof. Teresa Kulak, historyk UWr. i Uniwersytetu Opolskiego, red. nacz. Śląskiego Kwartalnika Historycznego „Sobótka”,
- prof. Włodzimierz Suleja, historyk, dyrektor (2000–2013) dolnośląskiego oddziału IPN,
- prof. Krzysztof Kawalec, historyk, szef delegatury opolskiej IPN od 2007, od 2016 dyrektor oddziału IPN we Wrocławiu.

## Odznaczenia i wyróżnienia
Odznaczony m.in. Krzyżem Kawalerskim Polonia Restituta (25 września 1973), Złotym (12 listopada 1966) i Srebrnym (16 lipca 1954) Krzyżem Zasługi oraz Medalem Komisji Edukacji Narodowej.
Otrzymał także liczne nagrody i odznaczenia lokalne (wrocławskie i górnośląskie), resortowe, uczelniane oraz naukowe.

## Noty biograficzne
- Encyklopedia Powszechna PWN
  - tom IV (1976), [brak ISBN], s. 786[i]
  - tom V – Suplement (1988), ISBN 83-01-08614-9, s. 564
- „Studia Historyczne” – „Historia XXXVI”, Acta Universitatis Wratislaviensis No 543, Wydawnictwo Uniwersytetu Wrocławskiego 1981: Przedmowa oraz Bibliografia prac prof. dra Henryka Zielińskiego (autor – Krzysztof Kawalec)
- Włodzimierz Suleja, Mistrz, Dziennik Dolnośląski nr 47, 7.03.1991, s. 6
- Encyklopedia Wrocławia, Wydawnictwo Dolnośląskie (2000), ISBN 83-7023-749-5, s. 954[ii]
- Włodzimierz Suleja, Juliusz Zieliński, Henryk Zieliński – Wspomnienie. Tragiczna rocznica, Włodzimierz Suleja; Juliusz Zieliński, Wspomnienie o prof. Zielińskim w „Gazecie Wyborczej”, nr 55, 6.03.2001, s. 6
- Tylko bokser był świadkiem. W: Wanda Dybalska: Taki zwyczajny. Wrocław: 2005, s. 115–127. ISBN 83-7432-012-5.
- Krzysztof Kawalec, Zieliński Henryk [1920-1981] – jak go pamiętam – wspomnienie o prof. Zielińskim w „Gazecie Wyborczej”, nr 55, 7.03.2006, s. 10
- Teresa Suleja, Henryk Zieliński, [w:] Wrocławskie środowisko akademickie. Twórcy i ich uczniowie 1945–2005, Wrocław-Warszawa-Kraków 2007, ISBN 978-83-04-04823-2, s. 277
- Juliusz Zieliński. Wspomnienie o Ojcu – Profesorze Henryku Zielińskim. „Łambinowicki Rocznik Muzealny. Jeńcy wojenni w latach II wojny światowej”. 33, s. 153–164, 2010. Centralne Muzeum Jeńców Wojennych w Łambinowicach-Opolu. ISSN 0137-5199. (pol.).
- Juliusz Zieliński. Henryk Zieliński (1920–1981), profesor historii, który chciał zostać stolarzem. „Rocznik Grudziądzki”. XXXII, s. 377–397, 2024. Muzeum im. ks. dr. Władysława Łęgi w Grudziądzu / Uniwersytet Mikołaja Kopernika. ISSN 0080-3464. (pol.).

### komentarze do not biograficznych
1. ↑  Tom IV Encyklopedii Powszechnej PWN ukazał się jeszcze za życia Henryka Zielińskiego.
2. ↑  W I wydaniu Encyklopedii Wrocławia podano nieprawidłową datę śmierci – rok 1980.